# Alpheus pacificus
Alpheus pacificus är en kräftdjursart som beskrevs av James Dwight Dana 1852. Alpheus pacificus ingår i släktet Alpheus och familjen Alpheidae. Inga underarter finns listade i Catalogue of Life.